# 國龍航空
國龍航空（Harmony Airways，前稱“HMY Airways”）是一家加拿大已結業航空公司。國龍航空以溫哥華為總部的，經營定期航班，創辦人為何英傑次孫何定國。2007年3月27日宣布將會裁去350名員工，並於4月9日停飛所有航線。

## 歷史

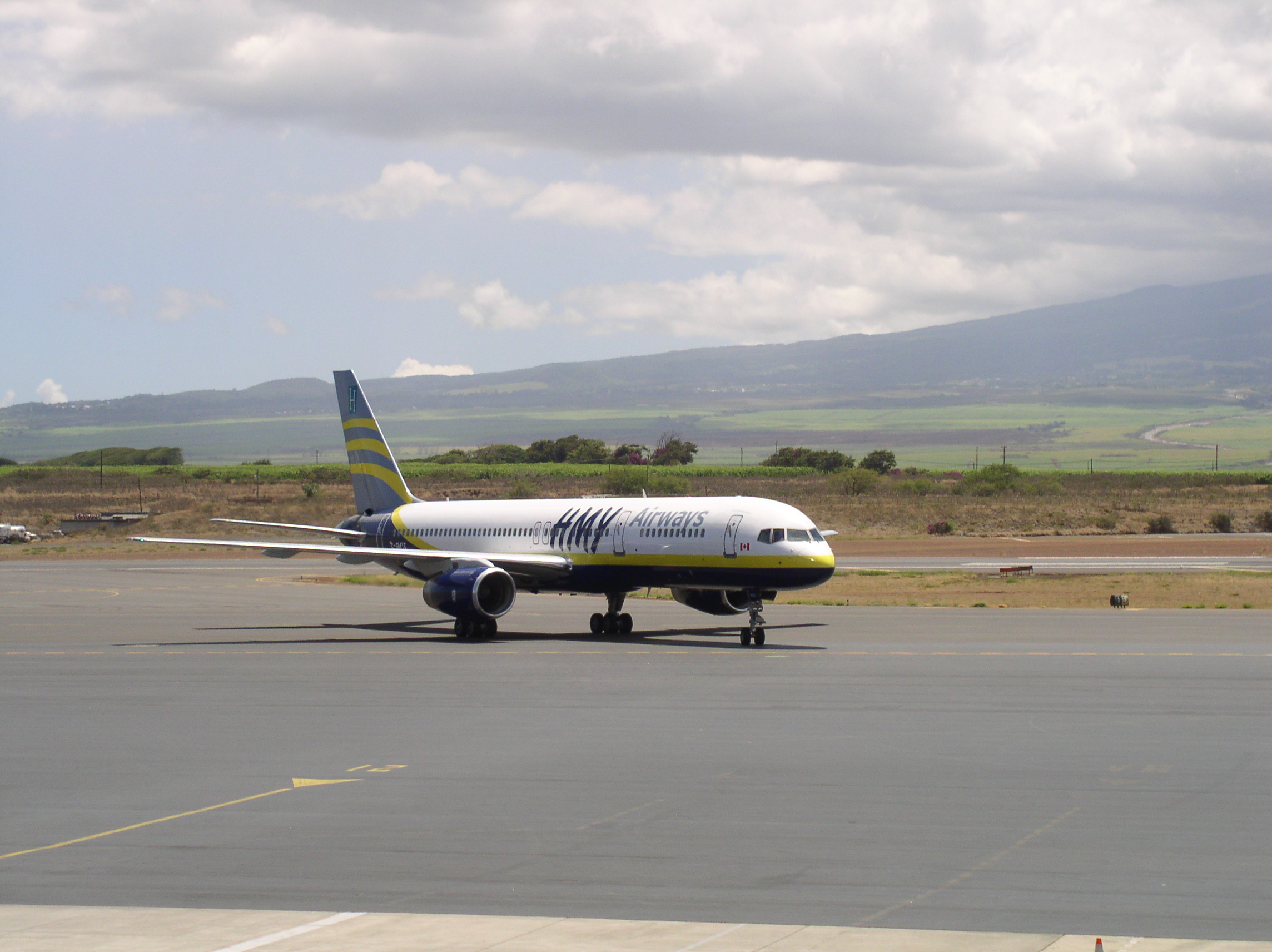
國龍航空波音757-200

國龍航空是由加拿大華人企業家何定國獨資創辦，最初國龍航空英文名原稱HMY Airways。最初構想是填補已破產結業的加拿大3000航空的市場空缺。國龍航空在成立初期開拓了由溫哥華來往拉斯維加斯和墨西哥航線，採用波音757-200客機。在2004年英文名改為Harmony Airways後，增加了檀香山、多倫多和茂宜島。2005年，國龍航空引入第四架波音757，並表示欲在2006年增加中國航線，目前正在商洽購買長程飛機。2006年8月，國龍航空與中國東方航空簽署代碼共享協議，使國龍航空能進入中國市場。
雖然加拿大政府批准了國龍航空開辦中國航線，但中加兩國的特许旅游目的地协议卻沒有消息，使國龍航空遲遲未能開辦中加航線；加上營運成本上升，令重點放在中國市場的國龍航空營運狀況惡化。2007年3月27日，國龍航空宣佈將會在4月9日停飛，同時裁去所有員工350人，並把旗下四架波音757退租。何定國把公司結業原因歸咎於營運成本上升、市場供過於求及大型航空公司的激烈競爭。

## 機隊
國龍航空在結業前，机队由4架波音757-200组成。此外，国龙航空还短暂运营过一架庞巴迪CRJ-100。